# Longwood, Sankta Helena

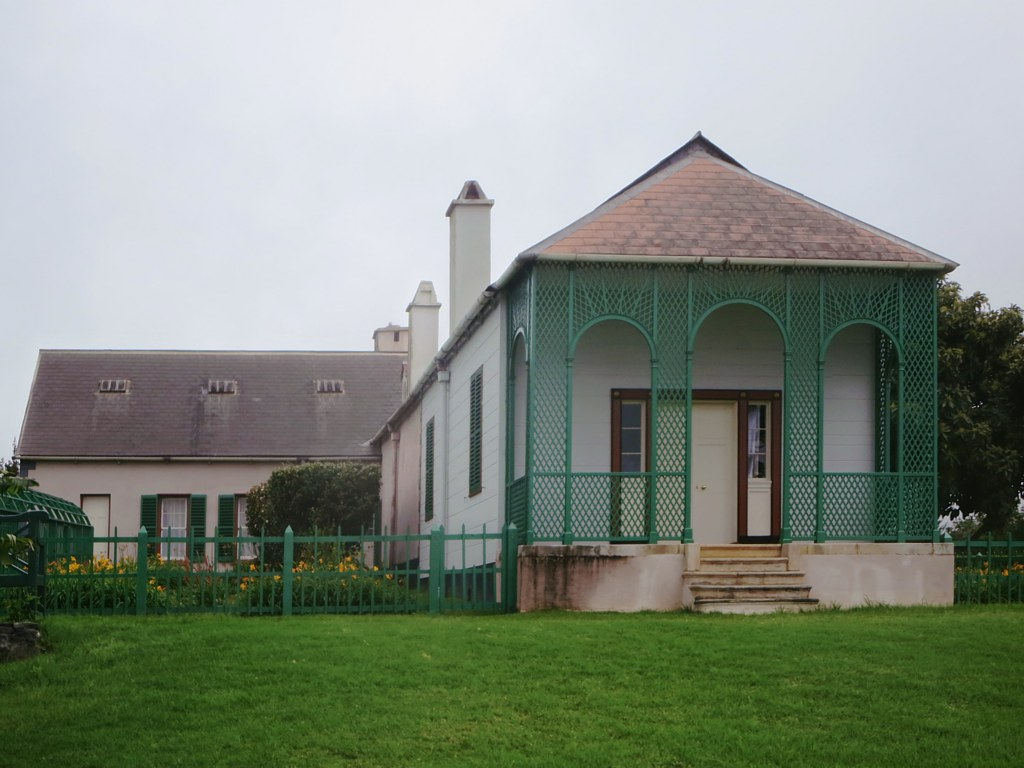
Longwood House

Longwood är en ort på Sankta Helena, med gården Longwood House där Napoleon vistades från 1815 fram till sin död 1821.